# Цянь Вэйчан
Цянь Вэйчан (09.10.1912, Уси, пров. Цзянсу — 30.07.2010, Шанхай) — китайский учёный, «пионер Нового Китая» в области физики, механики и прикладной математики.
Академик Китайской АН (1954, к концу жизни — старейший), иностранный член Польской АН (1956).
Лауреат национальной научной премии КНР (1956).
Состоял в партии Демократическая лига Китая (ДЛК), зампред её ЦК, почётный председатель.
Депутат ВСНП. Зампред ВК НПКСК 6 (кооптирован), 7—9 созывов, член Посткома ВК НПКСК 5 созыва.

## Биография

Выпускник Университета Торонто (1946)

По национальности хань. Окончил Университет Цинхуа (1935). В 1941 году получил степень магистра прикладной математики в Университете Торонто и в следующем 1942 году там же получил степень доктора философии. Затем работал в Лаборатории реактивного движения Калтеха.
В 1946 году возвратился в Китай, профессорствовал в университете Цинхуа, Пекинском и Яньцзинском университетах.
Во время кампании против правых элементов подвергался критике.
С 1982(3?) года ректор Шанхайского университета, под конец жизни являлся старейшим ректором вуза в мире. На посту ректора он выдвинул свою программу «сноса четырёх стен» — между: вузами и обществом, обучением и научными исследованиями, разными специальностями, преподавателями и студентами.
Являлся директором института прикладной математики и механики Китайской АН, главным редактором журнала «Прикладная математика и механика» на английском языке.
Почётный ректор и профессор более десяти китайских вузов.
Кремирован.
«Век живи, век учись, век работай» — было любимое выражение преклонного Цянь Вэйчана.